# Präfektur für die ökonomischen Angelegenheiten des Heiligen Stuhls
Die Präfektur für die wirtschaftlichen Angelegenheiten des Apostolischen Stuhls (lateinisch Praefectura Rerum Oeconomicarum Sanctae Sedis) war ein Dikasterium, eine Behörde der Römischen Kurie und gehörte zusammen mit der Apostolischen Kammer und der Güterverwaltung des Apostolischen Stuhls zu den Päpstlichen Ämtern. Die Präfektur wurde 2016 aufgelöst und ging im Wirtschaftssekretariat des Heiligen Stuhls auf.

## Überblick
Die Präfektur für die ökonomischen Angelegenheiten des Heiligen Stuhls war zuständig für Management, Koordination und Verwaltung aller Wirtschafts- und Finanzangelegenheiten des Heiligen Stuhls. Neben der Prüfung der Vermögens- und Verwaltungshaushalte und der Jahresabschlüsse wurden auch die Haushaltsbudgets geprüft. Die Kontrolle von Rechnungen, Belegen und Buchungsvorgängen war ebenfalls Angelegenheit der Präfektur ebenso wie die Mitsprache auf Vorhaben einzelner Verwaltungen des Heiligen Stuhls. Sie erstellte die jährliche Bilanz für den Gesamthaushalt des Heiligen Stuhls. Bei Verstößen stand der Präfektur die Einleitung von Sachstandsfeststellungen zu Vermögensschäden gegenüber dem Heiligen Stuhl zu sowie die Einleitung strafrechtlicher oder zivilrechtlicher Maßnahmen.
Die Leitung dieses Dikasteriums war stets einem Kardinal vorbehalten. Zur Bewältigung seiner Aufgaben standen ihm weitere Kardinäle sowie ein Sekretär und ein oberster Rechnungsführer zur Seite.
Sekretär war zuletzt seit 2011 Lucio Ángel Vallejo Balda.
Papst Benedikt XVI. ernannte 2008 den Ökonomen Thomas Hong-Soon Han zum ersten Generalrevisor für ökonomische Belange im Vatikan. Hong-Soon Hang sollte mit dem neu geschaffenen Amt ein Wirtschaften gemäß der kirchlichen Sozialdoktrin garantieren und unter anderem dafür sorgen, dass die Kirche in humane Ressourcen investiert.
Papst Franziskus hob die Präfektur im Jahr 2016 auf. Die Aufgaben übernahm das 2014 errichtete Wirtschaftssekretariat.

## Präfekten
- Angelo Kardinal Dell’Acqua (1967–1968), später Kardinalvikar für das Bistum Rom und Erzpriester der Patriarchalbasilika San Giovanni in Laterano
- Egidio Kardinal Vagnozzi (1968–1980)
- Giuseppe Kardinal Caprio (1981–1990), später Großmeister des Ritterordens vom Heiligen Grab zu Jerusalem
- Edmund Casimir Kardinal Szoka (1990–1997), später Präsident der Päpstlichen Kommission für den Staat der Vatikanstadt und Präsident des Governatorats der Vatikanstadt.
- Sergio Kardinal Sebastiani (1997–2008)
- Velasio Kardinal De Paolis CS (2008–2011)
- Giuseppe Kardinal Versaldi (2011–2015), dann Präfekt der Kongregation für das Katholische Bildungswesen
- 2016 aufgelöst